# クソババァに花束を!!
『クソババァに花束を!!』（クソババアにはなたばを）は、鈴木由美子による日本の漫画作品。『Kiss』（講談社）にて連載された。単行本は全2巻、2000年-2001年にかけて発売。
『白鳥麗子でございます!』などの鈴木由美子作品同様に全編がコメディータッチで描かれているが、他のシリーズとは違い、内容は恋愛漫画ではなく、介護問題に焦点が当てられている点が特徴。鈴木由美子作品では珍しい社会派作品。なお、花井愛子の「山田ババアに花束を」とは直接の関係はないが、どちらもダニエル・キイスの「アルジャーノンに花束を」をもじったタイトルである。

## あらすじ
段ボールに入れられて養護施設の前に捨てられていた胡絽（ころ）は、養護施設から里親のもとへ引き取られ、養女でありながらも幸せで何不自由ない暮らしを送っていた。やがて23歳になった胡絽は、テレビの再会番組に自分を捨てた実の母親であるエリナが出演しているのを偶然発見する。裕福な里親のもとで幸せに暮らしていた胡絽は、実の母親に会うことを拒むが、育ての両親に説得され、実母との再会を果たす。弱弱しく泣き崩れる実母に感極まった胡絽と両親は、アパートが取り壊され行き場のないという実母を自宅で引き取ることにするのだが、いざ同居が始まると、エリナは突然本性を現し、とんでもない性悪ババアとなって胡絽一家を振り回していく。様々な嫌がらせで胡絽たちを翻弄するエリナであったが、やがて認知症の症状が現れ、本当に介護を必要とするようになってしまう。

## 登場人物
胡絽（ころ）
本作の主人公。物心つく前に「コロをよろしく」と書かれた段ボールに入れられて、養護施設の前に捨てられていた捨て子だったが、養護施設を訪れた現在の両親に引き取られ、23歳の今日まで何不自由なく幸せに育ってきた箱入り娘。家事手伝いとは名ばかりのお嬢様だったが、ひょんなことから自分を捨てた実の母親と再会し同居＆介護をする羽目になってしまう。自分を捨てた母親を当初は受け入れることができなかったが、認知症が進み弱っていく母をほっとくことが出来ず、家族と共に介護に挑んでいく。育ての両親の実の息子であり、血のつながらない弟でもある権太には密かに恋心を抱いている。
屯田エリナ（とんだえりな）
胡絽の実の母親。テレビの再会番組に出演し、一度は捨てた我が子である胡絽との再会を果たし、胡絽一家と同居を始める。初めはとんでもないイジワルババアで、その嫌がらせによって胡絽一家を振り回す。やがて認知症が進み、あるきっかけで怪我をして入院したために次第に体が弱り、介護を必要とするようになる。徹底して胡絽に嫌がらせをしていたが、実際は我が子を捨てたことへの罪滅ぼしとして、胡絽に憎まれる悪人として死のうとしているためであった。取り壊し寸前のアパートに住んでいた庶民とされていたが、実は大手自動車メーカーである屯田技研の元会長未亡人で56億円の財産を相続している。
権太（ごんた）
胡絽の弟。胡絽が現在の両親に引き取られた後に生まれた実子で、胡絽とは血縁はない。「胡絽(ころ)だけが犬っぽい名前だとかわいそう」という理由で「権太(ゴンタ)」と名付けられた。ハンサムで頭もよい。血がつながらないとはいえ姉である胡絽に密かに恋心を抱かれている。
パパ＆ママ
胡絽を養護施設から引き取り、その後実子が生まれてからも変わらずに胡絽に愛情を注いできた心優しい夫婦。パパはエリートサラリーマンで近所一帯では一番大きな家に住んでいる高給取り。両親とも胡絽を溺愛しており、ママはエリナの介護にかかりっきりの胡絽にやきもちを焼くほど可愛がっている。胡絽がエリナに会いに行ったのも、その後エリナを引き取ったのもパパ＆ママの発案。
善三さん
エリナの昔の恋人。胡絽の実の父。エリナが16になったら結婚する約束をしていたが、貧しい両親を助けるためにエリナが資産家のもとへ嫁いでしまったため、別れることになってしまう。その後もエリナを忘れられずに、再会を約束した桜の木の下エリナを待ち続け、28年後に再会を果たし胡絽が生まれる。
看護婦さん
エリナの入院先のベテラン看護婦で、仕事が多すぎて多忙なため少々乱暴な看護をする。その乱暴さに当初は胡絽に非難されるが、容態が急変したエリナの手当てをオロオロするばかりの新米の研修医に代わって指揮したことで、本当の介護とは何かを胡絽に気付かせる。
リリカ
権太の彼女。胡絽が権太に気があることを悟ったエリナに権太と別れるように言われた際、とっさにエリナを突き飛ばしてしまう。最終的には権太を振ったという形で別れてしまった。